# Bankers Life Fieldhouse
Gainbridge Fieldhouse (tidligere Conseco Fieldhouse og Bankers Life Fieldhouse) er en sportsarena i Indianapolis i Indiana, USA, der er hjemmebane for NBA-holdet Indiana Pacers. Arenaen har plads til ca. 18.000 tilskuere, og blev indviet 6. november 1999.